# Giancarlo Bastianoni
Giancarlo Bastianoni (* 24. Juni 1940 in Rom) ist ein italienischer Akrobat und Stuntman, der für annähernd vierzig Filme als Darsteller verpflichtet wurde.
Häufig war er in Filmen mit Bud Spencer und Terence Hill (oder Solofilmen der beiden) zu sehen. Der 1,91 m große Bastianoni war als Stuntman auch an einigen Karl-May-Filmen beteiligt. Gelegentlich wirkte er auch als Regieassistent.

## Filmografie (Auswahl)
- 1961: Der Kampf um Troja (La guerra di Troia)
- 1963: Der Stärkste unter der Sonne (Maciste l'eroe più grande del mondo)
- 1965: In Beirut sind die Nächte lang (24 Hours to Kill)
- 1967: Bandidos
- 1967: Fedra West
- 1967: Gott vergibt – Django nie! (Dio perdona… io no!)
- 1973: Ci risiamo, vero Provvidenza?
- 1973: Frauen, die man Töterinnen nannte (Le amazzoni - donne d'amore e di guerra)
- 1974: Auch die Engel mögen’s heiß (Anche gli angeli tirano di destro)
- 1978: Plattfuß in Afrika (Piedone l’africano)
- 1978: Sie nannten ihn Mücke (Lo chiamavano Bulldozer)
- 1978: Zwei sind nicht zu bremsen (Pari e dispari)
- 1979: Der Große mit seinem außerirdischen Kleinen (Uno Sceriffo extraterrestre… poco extra e molto terrestre)
- 1980: Buddy haut den Lukas (Chissà perché… capitano tutte a me)
- 1986: Aladin (Superfantagenio)